# Zamek (polityka II Rzeczypospolitej)

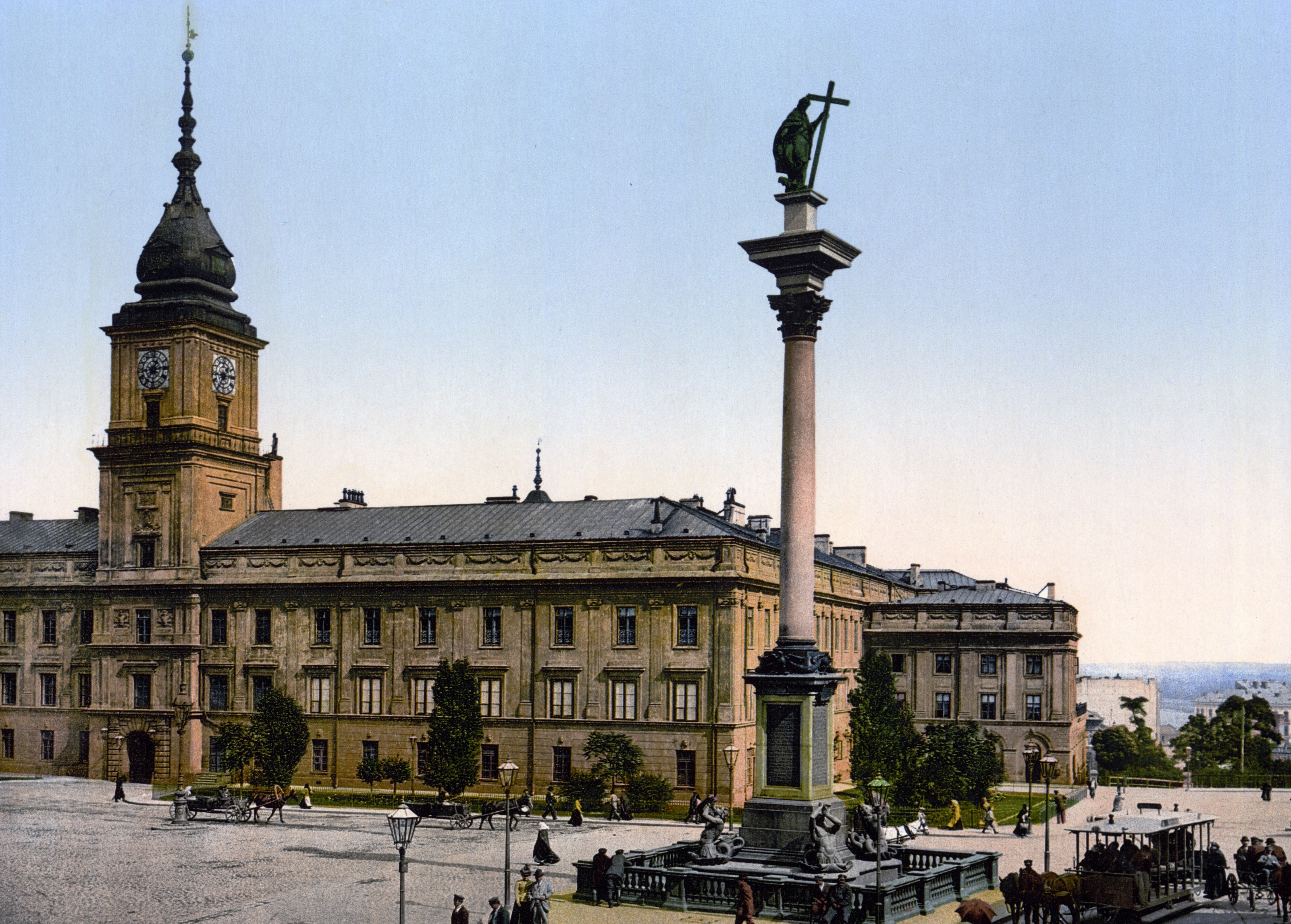
Zamek Królewski w Warszawie

Zamek, także „Zamek” (w cudzysłowie) lub grupa zamkowa – określenie jednego z ośrodków władzy państwowej w II RP, zgrupowanego wokół Ignacego Mościckiego. Określenie pochodzi od Zamku Królewskiego w Warszawie, w którym mieściła się siedziba Prezydenta RP.
Po śmierci marszałka Józefa Piłsudskiego w 1935, nastąpił proces nazwany dekompozycją obozu sanacyjnego, w wyniku którego wykształcił się układ ośrodków władzy, zgrupowanych wokół czterech osób: Edwarda Rydza-Śmigłego (tzw. „Klonowa”), prezydenta Ignacego Mościckiego (tzw. „Zamek”), Józefa Becka (tzw. „Wierzbowa”) i Walerego Sławka. Określenie „Zamek” było często używane w publicystyce dwudziestolecia międzywojennego, a także i w powojennej.